# Frederik Knuth
Frederik lensgreve Knuth (15. september 1760 i København – 10. oktober 1818 på Knuthenborg) var en dansk godsejer og admiralitetsdeputeret.
Han var søn af Eggert Christopher lensgreve Knuth (d. 1776) og Marie f. Numsen, blev sekondløjtnant i Marinen 1776, premierløjtnant 1785. 1778-82 gik han tillige med en del andre officerer i fransk tjeneste, ansattes på den vestindiske flåde og deltog i de hårdnakkede kampe, som franskmændene under Picquet de la Motte, de Grasse og grev de Guichen førte mod de engelske admiraler Richard Howe og George Brydges Rodney. 1782-83 førte han som chef snaven Lærken på togt til Vestindien. Det påfølgende år udnævntes han til kammerjunker og ansattes som assessor auscultans i Admiralitets- og Kommissariatskollegiet. 1787 fik han afsked som officer, 1789 blev han 3. Civildeputeret i Kollegiet, 1792 2. og året efter 1. deputeret sammesteds. 1794 foretog han en rejse til Holland og England for der at studere værfternes tekniske installationer, 1795 indtrådte han i kommissionen til antagelse af videnskabelig studerede officerer. I Admiralitetet beholdt Knuth sit sæde indtil 1814, men overskyggedes her en del af sin mere energiske kollega Steen Andersen Bille. Efter sin ældre broder Johan Henriks død 1802 overtog han, der hidtil havde været baron, grevetitlen og besiddelsen af grevskabet Knuthenborg og stamhuset Lerchenfeld (Mørup); han var også herre til Merløsegård. 1792 blev han kammerherre, 1803 hvid ridder og 1811 gehejmekonferensråd. Han døde 10. oktober 1818.
Knuth blev 2. april 1784 gift med Juliane Marie von Møsting (1754 – 10. januar 1821), datter af Frederik Christian von Møsting og Elisabeth f. von Schack. De havde to børn, døtrene komtesse Frederikke Louise Knuth (1797 – 1819) og komtesse Marie Elisabeth Knuth (1791 – 1851). Begge døtrene var gift med Danmarks statsminister August Adam Wilhelm lensgreve Moltke.